# Polisnämnd
Polisnämnd var fram till slutet av 2014 en myndighetsfunktion under en svensk polisstyrelse, som har ett mer lokalt ansvar än styrelsen.
Varje polismyndighet skulle enligt 5 § polislagen (1984:387) för sin ledning ha en polisstyrelse. Polisstyrelsen fick enligt 5 a § polislagen (1984:387) inrätta en eller flera polisnämnder som under styrelsen skulle leda polismyndigheten inom den eller de delar av polisdistriktet som styrelsen bestämde. Av samma bestämmelse följde att polisstyrelsen utsåg ledamöter och suppleanter i polisnämnden. Ledamöterna i polisnämnden, utom polismännen som ingick i nämnden, utsåg bland sig en ordförande och en vice ordförande. Polisnämnden fastställde varje år budget och verksamhetsplan. Verksamhetsplanen fastställde mål och verksamhetsinriktning för polisverksamheten i respektive polisområde. Sveriges största polisnämnd var City Polisnämnd som omfattade Stockholms innerstad och Lidingö.
Polisnämnderna ersattes från och med 2015 av regionpolisråd.